# Fernando Kavera
Fernando Kavera Cesar Gontijo (Belo Horizonte, 1961),  é um músico, escritor e roteirista .

## Biografia
Fernando Kavera (Cesar Gontijo) nasceu em Belo Horizonte em 1961. Teve uma infância marcada por intenso contato com a música, notadamente o rock progressivo inglês e a música barroca, sobretudo Bach, Handel e Vivaldi. Na adolescência entrou para o Conservatório de Música de Minas Gerais (UFMG), onde foi aluno, dentre outros professores, do mestre de violão clássico José Lucena Vaz e, na Fundação de Educação Artística, de Marco Antônio Guimarães | Grupo Uakti.
Na década de 1980 formou-se em engenharia civil e concluiu mestrados em administração financeira.
Em 1987, morando em Londres, cursou Music for Midia na Stanton Music e Eletric Guitar na Denmark Street Music, além de trabalhar como busker tocando composições próprias e de Villa Lobos nas estações de metrôs.

## Obras
Na década de 1990 passou a gravar CDs inteiramente autorais onde tocava todos os instrumentos, além de compor, arranjar e mixar, o que se estende aos dias atuais. São 17 CDs lançados. Também nessa década iniciou trabalho de produção de áudio para publicidade e trilhas sonoras para filmes documentários.
Na década de 2000 iniciou carreira de escritor paralela à de compositor, lançando em 2005, pela Editora Nobel, o seu primeiro livro de contos “Bazófias Peristálticas”. Em 2011 lançou, pela Editora Scortecci, seu primeiro romance “Abaixo da impiedosa abóbada” de uma trilogia sobre música com foco em cinema. Em 2012, também pela Editora, Scortecci lançou seu segundo romance “Sinfonia Cordisburgo”, acompanhado de um CD homônimo. Em 2015 fecha a trilogia com o romance “Primeiro as horas, segundo os segundos e, por fim, o fim”. Em 2017 lança seu primeiro livro de poemas “O Vazio é o começo de Tudo”. Este livro é distribuído para bibliotecas universitárias da Europa pela Suzanne Bach Books.
Em 2012 lançou o CD Prelúdios, Sonatas e Serenatas para violão Solo, interpretado por cinco grandes violonistas do país, Tabajara Belo, Weber Lopes, Juarez Moreira, Gilvan de Oliveira e Geraldo Vianna. Com este CD, Fernando Kavera foi convidado a participar da Filarmonia Brasileira na 4º Edição do FLB, Festival Leo Brouwer. Também este CD foi incorporado ao Acervo do Centro de Documentação da Casa de Cultura da UEL e da Orquestra Sinfônica de Londrina da Universidade Estadual de Londrina.
Em 2013, gravou sua primeira sinfonia em 4 movimentos, “Sinfonia Cordisburgo” com a Orquestra Musicoop regida pelo maestro norte americano Mark Lambert. Em 2014 gravou sua segunda sinfonia – também em 4 movimentos - a Sinfonia Nº 1 Minas Gerais, com os mesmos integrantes, desta feita com a participação do Coro Madrigale (com arranjos de coro do maestro Arnon Oliveira) e voz de Rogério Falabella declamando um poema musical.

## Discografia
1. Fk
2. Dor guitarra endorfina
3. Fernando kavera & Giacomo Lombardi
4. A theme for you
5. Instrumental affair
6. Fernando Kavera &Banda virtual
7. Fernando Kavera & Orquestra Cibernética
8. Fernando Kavera & Dilton Lima From here to there
9. Caramuru
10. Canções Românticas
11. Músicas para Cinema
12. The Silence, The Jazz and The Blues
13. Abaixo da impiedosa abóbada Trilha Sonora
14. Prelúdios, Sonatas e Serenatas para Violão Solo
15. Sinfonia Cordisburgo
16. Sinfonia nº 1 Minas Gerais e Sinfonia nº 2 Cordisburgo
17. Prelúdios & Sinfonias

## Livros
- Bazófias Peristálticas [4]
- Abaixo da Impiedosa Abóbada[5][6]
- Sinfonia Cordisburgo[7]
- Primeiro as Horas, segundo os Segundos e, por fim, o Fim
- O Vazio é o começo de Tudo